# Federação Mexicana de Voleibol
A Federação Mexicana de Voleibol  (em espanholːFederación Mexicana de Voleibol,,FMVB) é  uma organização fundada em 1955 que governa a pratica de voleibol no México, sendo membro da Federação Internacional de Voleibol, a entidade é responsável por  organizar  os campeonatos nacionais de  voleibol masculino e feminino no país.